# Desognaphosa goonaneman
Desognaphosa goonaneman is een spinnensoort uit de familie Trochanteriidae. De soort komt voor in Queensland.